# Emilio Petiva
Emilio Petiva (* 30. Januar 1890 in Rovereto, damals Welschtirol (Österreich-Ungarn), heute Trentino; † 17. September 1980 in Turin) war ein italienischer Radrennfahrer.
Emilio Petiva war Profi-Radrennfahrer von 1910 bis 1928, mit einer fünfjährigen Unterbrechung durch den Ersten Weltkrieg. Nachdem er 1910, im Alter von 20 Jahren, italienischer Meister im Straßenrennen vor Luigi Ganna geworden war, wurden große Erwartungen in ihn gesetzt, die er nicht erfüllen konnte.
1920 wurde Petiva beim Giro d’Italia Vierter und 1923 Achter. 1919 siegte er in der ersten Austragung des Rennens Giro delle Alpi Apuane. 1924 und 1925 gewann er die Coppa Placci und 1926 den Giro dell’Umbria.